# Pratovecchio Stia
Pratovecchio Stia is een gemeente in de Italiaanse provincie Arezzo (regio Toscane) met op 1 januari 2014 5948 inwoners. De gemeente is op 1 januari 2014 gevormd door de fusie van de voormalige gemeenten Pratovecchio en Stia. Het gemeentehuis bevindt zich in Stia. De twee voormalige gemeenten waren reeds eerder samengevoegd in 1929 onder de naam Capodarno. Deze fusie is in 1934 weer ongedaan gemaakt. 
Pratovecchio Stia is gelegen in de Casentino, een dal in de Toscaans-Emiliaanse Apennijnen. De bron van de rivier de Arno bevindt zich hier op een hoogte van 1358 meter op de flanken van de Monte Falterona.
De gemeente omvat de dorpen en frazioni Campolombardo, Casalino, Gualdo, Lonnano, Papiano, Porciano, Pratovecchio, Stia, Tartiglia en Villa.
Pratovecchio Stia grenst aan de volgende gemeenten: Bagno di Romagna (FC), Castel San Niccolò, Londa (FI), Montemignaio, Pelago (FI), Poppi, Rufina (FI) en Santa Sofia (FC).

## Demografie
Het aantal inwoners is sinds het midden van de jaren '30 in de twintigste eeuw met meer dan 45 % afgenomen volgens cijfers uit de tienjaarlijkse volkstellingen van ISTAT.
| Jaar | Inwoneraantal |
| ---- | ------------- |
| 1961 | 8168          |
| 1871 | 8486          |
| 1881 | 8882          |
| 1901 | 9648          |
| 1911 | 10218         |
| 1921 | 10618         |
| 1931 | 10853         |
| 1936 | 10974         |
| 1951 | 9717          |
| 1961 | 7575          |
| 1971 | 6327          |
| 1981 | 6058          |
| 1991 | 6085          |
| 2001 | 6098          |
| 2011 | 6011          |